# Иван Богданов (аниматор)
Вижте пояснителната страница за други личности с името Иван Богданов.
Иван Богданов Богданов е български режисьор, илюстратор и създател на комикси.

## Биография
Роден е през 1973 в гр. София. Син е на професора по класическа филология Богдан Богданов и внук на писателя Иван Богданов. Завършва медия и анимация в Академията за изкуства и дизайн „Вилем де Кунинг“ в Ротердам, Холандия, през 2002 г. Оттогава работи на свободна практика като режисьор, илюстратор и създател на комикси. Създава няколко анимационни филма, които му носят награди от фестивали. От 2016 г. е преподавател в Нов български университет в програма „Анимационно кино“.

## Филмография
- Анимато (1988)
- De Ceremonie (2000)
- Piss off (2001)
- The Man with the Spread Hands (2002)
- Война (2002)
- 24 часа (2003)
- Easy (2004)
- Media & Diversity social campaign (2008)
- Stupid Boy (2008)
- Анна Блуме (2010)
- Баща (2012) (номиниран е за наградата „Джеймисън“ в София, печели наградата „Октавиан“ в Хърватска и Grand Prix на фестивала „Златен кукер“)[1]